# Гаганова Валентина Іванівна
Валентина Іванівна Гаганова (нар. 3 січня 1932, село Цирібушево, тепер Спіровського району Тверської області, Російська Федерація — 25 жовтня 2010, місто Вишній Волочок Тверської області, Російська Федерація) — радянська діячка, новатор-передовик виробництва, бригадир прядильної фабрики Вишнєволоцького бавовняного комбінату Калінінської (Тверської) області. Депутат Верховної Ради СРСР 6-го скликання. Член ЦК КПРС у 1961—1971 роках. Герой Соціалістичної Праці (8.07.1959).

## Життєпис
Народилася в багатодітній селянській родині. Батько загинув під час німецько-радянської війни.
У 1946 році закінчила Спіровську залізничну школу № 8. Потім поїхала до тітки в місто Ковров Владимирської області, де у 1947—1948 роках навчалася в школі фабрично-заводського навчання, здобула спеціальність токаря, працювала токарем на збройовому заводі. Через деякий час повернулася до рідного села.
У 1948—1949 роках — учениця-знімачка, в 1949—1950 роках — знімачка пряжі Вишнєволоцького бавовняного комбінату Калінінської (тепер — Тверської) області.
У 1950—1965 роках — планочниця, бригадир планочниць прядильної фабрики Вишнєволоцького бавовняного комбінату.
Член КПРС з 1957 року.
Обиралася групкомсоргом, потім секретарем комсомольської організації зміни. Гаганову призначили бригадиром комсомольсько-молодіжної бригади, організованої з випускниць фабрично-заводського училища. У 1958 році, виконуючи рішення парткому, перейшла до відстаючої бригади. Використовуючи свій досвід, авторитет і вміння працювати з людьми, грамотно і по-новому організувала роботу в бригаді і в короткі терміни вивела її в передові.
Указом Президії Верховної Ради СРСР від 8 липня 1959 року за самовідданий особистий приклад беззавітного служіння інтересам радянського суспільства, що вилився в добровільному переході з передової бригади з більш високою оплатою праці у відстаючу і піднятті її до рівня передової, за видатний почин, який має велике значення для подальшого зростання великого руху за комуністичне ставлення до праці, Гагановій Валентині Іванівні присвоєно звання Героя Соціалістичної праці з врученням ордена Леніна і золотої медалі «Серп і Молот».
Почин Гаганової набув широкого поширення серед багатьох робітників СРСР і інших соціалістичних країн. Сама вона ще кілька разів переходила у відстаючі бригади, які під її керівництвом завойовували звання бригад комуністичної праці. З 1960 року — член ЦК профспілки працівників текстильної та легкої промисловості СРСР.
З 1965 року — змінний майстер цеху, старший інженер Вишнєволоцького бавовняного комбінату.
У 1967 році закінчила Вишнєволоцький вечірній текстильний технікум Калінінської області. 
До 1990 року — заступник директора Вишнєволоцького бавовняного комбінату із виховної роботи з молоддю, очолювала бюро раціоналізації і винаходів.
З 1990 року — персональний пенсіонер у місті Вишній Волочок Тверської області. Була членом Президії Вишнєволоцької ради ветеранів великої вітчизняної війни і праці.
Померла 25 жовтня 2010 року. Похована на алеї Героїв міського кладовища.

## Нагороди і звання
- Герой Соціалістичної Праці (8.07.1959)
- два ордени Леніна (8.07.1959, 1.04.1970)
- орден Жовтневої Революції (5.04.1971)
- орден «Знак Пошани»
- орден Пошани (Російська Федерація) (7.01.1999)
- медалі
- дві медалі «За трудову доблесть» (26.09.1957; 26.04.1963)
- Почесна грамота Президії Верховної Ради РРФСР (28.01.1987)
- Заслужений працівник текстильної промисловості СРСР (1959)
- Заслужений працівник текстильної та легкої промисловості Російської РФСР (12.06.1981)
- Почесний громадянин міста Вишній Волочок (1997)
- Почесний громадянин Спіровського району Тверської області (2003)